# Tornado (klasa jachtu)
Tornado – klasa jachtu żaglowego w układzie katamaranu, będący regatową klasa olimpijska od 1976 roku. Został zaprojektowany w 1967 roku przez Rodneya Marcha z pomocą Terry'ego Pierce'a i Rega White'a specjalnie w celu uzyskania jachtu mającego stać się klasą olimpijską. Od tego czasu zbudowano na świecie ponad 4800 jachtów klasy Tornado.
Zdolna osiągać prędkości powyżej 30 węzłów z wiatrem i 18 węzłów na wiatr, klasa Tornado jest często określana jako "żeglarska Formuła 1".
Oprócz udoskonaleń technicznych w technologii kadłuba, żagla, drzewców, lepszych bloków i linii - Tornado pozostało niezmienione od początków do początku lat 90. Następnie, w wyniku rosnącej popularności innych, mniejszych katamaranów, klasa Tornado podjęła znaczący program rozwojowy w 1993 roku. Było to szczególnie odpowiedzią na prośbę IYRU o poszukiwanie sposobów na poprawę świadomości publicznej i medialnej żeglarstwa, a po drugie, aby odpowiedzieć potencjalnym pretendentom do roli "najlepszego kata".